# ナウクラティスのクレオメネス
クレオメネス（希: Kλεoμενης, Cleomenes、? - 紀元前322年）は、マケドニア王アレクサンドロス3世に仕えた家臣の一人であり、強欲で知られるエジプトの徴税官である。
クレオメネスはエジプトのナウクラティスの人である。紀元前331年のアレクサンドロスのエジプト占領の際、クレオメネスはヘロオンポリス近くのアラビアの支配を委ねられた。その後彼はエジプトを支配したようであり、そこで悪事不正の数々を犯し、大金を貯め込んだ。

## エジプトでの施政
エジプトで穀物が不足した時、クレオメネスはエジプトからの穀物の輸出を禁止し、重い輸出税をかけた。また、穀物の価格が10ドラクマになった時、クレオメネスは穀物を買い取って32ドラクマで売った。その他にもクレオメネスは穀物価格のために市場に干渉した。経済学者のカール・ポランニーは、クレオメネスが運営した穀物市場は、世界初の価格が変動する国際的な市場だったと指摘している。
アレクサンドロスはクレオメネスにアレクサンドリアの建設を命じ、クレオメネスはエジプトの主要な市場であるカノプスの人々にアレクサンドリアへの引越しを通達したが、カノプスの人々はクレオメネスに金を渡してそれを免れようとした。アレクサンドリアの建設が進むとクレオメネスは再び同じ内容を通達し、それを断るならば以前以上の額の支払うよう要求した。その金額はカノプスの人々の支払い可能な額ではなく、彼らはしぶしぶ引っ越した。
クレオメネスは迷信によっても金儲けをした。彼の息子の一人がワニに殺され、彼はワニを滅ぼすよう命じた。しかし、エジプトの神官たちはワニを神聖視しており、ワニを守るために金を集めてクレオメネスに渡したため彼は命令を取り消した。別の機会に彼は神官たちに彼らの祭事は金がかかりすぎるので減らすべきだと命じたが、神官たちが神殿の宝物を引き渡すのとひきかえに命令を取り消した。
親友のヘファイスティオンが死んだ時（紀元前324年）、神託を受けたアレクサンドロスはヘファイスティオンを英雄神として祀ることにし、クレオメネスにアレクサンドリアへの霊廟の建設を命じた。この時王はその仕事に励むならば彼の不正の数々を見逃すと約束した。

## アレクサンドロスの死後
紀元前323年のアレクサンドロスの死後の属領分割（バビロン会議）ではプトレマイオスがエジプト太守に任じられ、クレオメネスはその補佐につけられた。しかし、クレオメネスがプトレマイオスと対立していた摂政ペルディッカスと親しかったために、プトレマイオスはクレオメネスが自分に従わないと考えてクレオメネスを殺害した。クレオメネスの8000タラントンもの財産はプトレマイオスの手に渡り、彼はその金で対ペルディッカス戦のための軍備を整えた。

## 註
1. ↑  アッリアノス, III. 5
2. ↑  ibid, VII. 23
3. ↑  ユスティヌス, XIII. 4
4. ↑  パウサニアス, I. 2. 1
5. ↑  ディオドロス, XVII. 14

### 参考サイト
- Bill Thayer's Web Site ディオドロス『歴史叢書』の英訳サイト
- William Smith, Dictionary of Greek and Roman Biography and Mythology